# Horodłói unió
A horodłói unió (1413. október 2.) a Lengyel Királyság és a Litván Nagyfejedelemség egyezménye, amely bevezette a különálló nagyfejedelem intézményét Litvániában, a közös szejmeket és lengyel–litván gyűléseket, a vajdák és várispánok hivatalát Litvániában, valamint a litván nemesség egyenlő lett a lengyel nemzetségekkel. 
Az unió értelmében a címerrel rendelkező lengyel nemzetségekhez 47 római katolikus litván bojár nemzetséget ismertek el, amelyek címert kaptak. 
Az egyezmény helyszíne, Horodło ma 1200 lakosú község Lengyelországban, a Lublini vajdaságban.